# 토네 담리
토네 담리(Tone Damli, 1988년 4월 12일 ~ )는 노르웨이의 가수이다.